# 캠벨 대학교

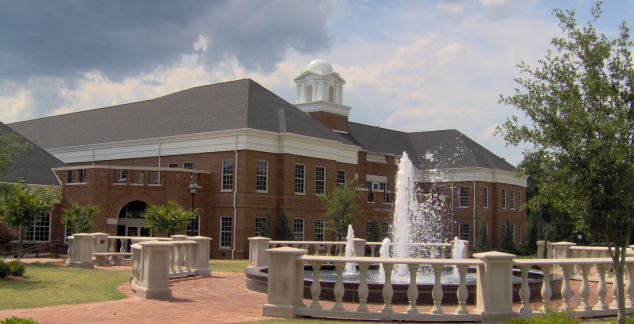

캠벨 대학교(Campbell University)는 미국 노스캐롤라이나주 부이스크릭에 위치한 침례교 배경의 사립학교이다. 약학 대학원과 법학 대학원으로 널리 알려져 있다.

## 역사
예술, 교육, 인문, 사회, 과학 등의 다양한 학과를 통해 미래를 이끌어 가는 바른 지성인을 교육하고 있다. 2011년에는 Physician Assistant Studies가 석사 과정으로 새로 개설되었다.

### 노만 위긴스 법과대학원
1976년에 세워진 노만 위긴스 법과대학원(Norman A. Wiggins School of Law)은 미국 변호사 협회(ABA)에 인증된 로스쿨로, 매년 노스캐롤라이나 법 시험에서 높은 합격률을 자랑하는 것으로 잘 알려져있다. 1994년에는 전원 100%이 합격하였고, 2006년에는 97%를 기록하였다. 2007년에는 프린스톤 리뷰(The Princeton Review)에서 “170 좋은 법과대학” 안에 뽑혀 소개도 되었다. 2009년에 법과대학원은 주도인 랄리(Raliegh) 캠퍼스로 확장 이전하였다.
한동대학교 국제법률대학원 설립 당시 캠벨 법과대학원 출신의 린 버자드 박사가 초대 총장으로 부임하면서 한국과의 활발한 교류가 시작되었다. 공동으로 여름학기 Joint 프로그램을 약 3년간 (2003-2005) 가지며 한국과 미국의 법과 문화를 비교법 시각으로 다가서는 프로그램을 가졌다. 그 이후, 캠벨의 알랜 버튼 박사가 한동대 로스쿨의 제 2대 총장으로 역임하며 꾸준한 교류가 이어졌다.

### 런디 페터맨 경영대학
경영대학(The Lundy-Fetterman School of Business) 안의 PGA 골프 매니지먼트(PGA Golf Management) 학과는 미국 내에서도 상위의 프로그램으로 손꼽히고 있다. 미국뿐만 아니라 전 세계에서 전문 골프 매니저를 꿈꾸는 학생들이 공부하며 폭넓은 인턴십 경력을 쌓고 있다. 특히, 캠벨의 키스 힐 골프장(The Keith Hills Golf Club)은 차별화된 27홀로 별 4개의 평가를 인정받았으며, 미국의 상위 100대 골프장 안에 뽑혔다.

### 신학교
남침례교 전통을 이어받는 신학교에서는 여러 목회자들을 배출하고 있다.